# Vlag van Bodegraven-Reeuwijk

Vlag van de gemeente Bodegraven-Reeuwijk

De vlag van Bodegraven-Reeuwijk is nimmer officieel vastgesteld als de gemeentevlag van de Zuid-Hollandse gemeente Bodegraven-Reeuwijk, maar werd wel als zodanig gebruikt. De vlag kan als volgt worden beschreven:
Twee banen van gelijke hoogte in geel en blauw.
De vlag lijkt sterk als de vlag van Bodegraven, de voorganger van deze gemeente die in 2011 fuseerde met Reeuwijk.

## Verwant symbool

Vlag van Bodegraven

Alblasserdam
· Albrandswaard
· Alphen aan den Rijn
· Barendrecht
· Bodegraven-Reeuwijk
· Capelle aan den IJssel
· Delft
· Den Haag
· Dordrecht
· Goeree-Overflakkee
· Gorinchem
· Gouda
· Hardinxveld-Giessendam
· Hendrik-Ido-Ambacht
· Hillegom
· Hoeksche Waard
· Kaag en Braassem
· Katwijk
· Krimpen aan den IJssel
· Krimpenerwaard
· Lansingerland
· Leiden
· Leiderdorp
· Leidschendam-Voorburg
· Lisse
· Maassluis
· Midden-Delfland
· Molenlanden
· Nieuwkoop
· Nissewaard
· Noordwijk
· Oegstgeest
· Papendrecht
· Pijnacker-Nootdorp
· Ridderkerk
· Rijswijk
· Rotterdam
· Schiedam
· Sliedrecht
· Teylingen
· Vlaardingen
· Voorne aan Zee
· Voorschoten
· Waddinxveen
· Wassenaar
· Westland
· Zoetermeer
· Zoeterwoude
· Zuidplas
· Zwijndrecht